# Beril·locordierita-Na
La beril·locordierita-Na és un mineral de la classe dels silicats.

## Característiques
La beril·locordierita-Na és un silicat de fórmula química NaMg₄(Al₅Be)(AlSi₅O₁₈)₂·2H₂O. Va ser aprovada com a espècie vàlida per l'Associació Mineralògica Internacional l'any 2023, i encara resta pendent de publicació. Cristal·litza en el sistema ortoròmbic. Es troba relacionada química i estructuralment amb la cordierita.
Les mostres que van servir per a determinar l'espècie, el que es coneix com a material tipus, es troben conservades a les col·leccions del museu mineralògic de la Universitat de Breslau, Polònia, amb els números de catàleg: mmuwr iv8114, mmuwr iv8115 i mmuwr iv8116.

## Formació i jaciments
Va ser descoberta a la mina del mont Szklana, situada a la localitat de Gmina Ząbkowice Śląskie, dins el comtat de Ząbkowice Śląskie (Voivodat de Baixa Silèsia, Polònia), sent l'únic a tot el planeta on ha estat descrita aquesta espècie mineral.